# 李子茂
李子茂，湖南省衡州府衡山縣人。清朝官员。进士出身。

## 生平
光緒十二年（1886年）丙戌科二甲进士。同年五月，改翰林院庶吉士。光緒十六年四月，散館，著以知县即用。曾任福建福宁府霞浦县知县，光绪十九年（1893年）任邵武府建宁县知县。